# Cyrus (Minnesota)
Cyrus is een plaats (city) in de Amerikaanse staat Minnesota, en valt bestuurlijk gezien onder Pope County.

## Demografie
Bij de volkstelling in 2000 werd het aantal inwoners vastgesteld op 303.
In 2006 is het aantal inwoners door het United States Census Bureau geschat op 277, een daling van 26 (-8,6%).

## Geografie
Volgens het United States Census Bureau beslaat de plaats een oppervlakte van
0,7 km², geheel bestaande uit land. Cyrus ligt op ongeveer 352 m boven zeeniveau.

## Plaatsen in de nabije omgeving
De onderstaande figuur toont nabijgelegen plaatsen in een straal van 20 km rond Cyrus.